# Курбетский язык
Курбетский (или гурбетча) — креольский язык с преимущественно цыганской лексикой и кипрско-турецкой грамматикой, на котором говорят гурбеты (цыгане-мусульмане) Кипра. Курбеты традиционно также говорили на турецком. Некоторые из них поселились в конце 19 века на Балканах, находившихся под Османской империей. Большинство поселилось на север после 1974 года, но многие из них вернулись на юг (то есть в районы, находящиеся под контролем Республики Кипр) в последние годы.
Сегодня курбетский как язык пришел в упадок. Дети не изучают этот язык; он был вытеснен турецким на севере и греческим на юге.
Ранний слой грецизмов в цыганских языках показывает что цыгане проникли в византийскую Малую Азию ещё до начала тюркских нашествий. В ходе первой венецианской описи населения Кипра, на острове уже имелась одна цыганская деревня. В эпоху Pax Ottomana на Кипр из Анатолии в значительном количестве проникли и анатолийские цыгане, принесшие с собой и так называемый курбетский язык (курбетча). В настоящее время практически вышел из употребления в результате эллинизации (на юге) и/или полной тюркизации цыган (на севере).
| Курбетский язык | Курбетский язык                       |
| --------------- | ------------------------------------- |
| Родной язык для | Кипр                                  |
| Этнос           | Курбеты/Гурбеты (Cypriot Muslim Roma) |
| Языковая Семья  | Румынско-Турецкий креольский язык     |